# Timothy Carter
1. REDIRECTIONPersonnages de Mentalist#Timothy Carter